# 287711 Filotaslili
287711 Filotaslili este o planetă minoră (asteroid) din centura de asteroizi. A fost descoperită pe 26 august 2003 la Piszkéstetői Obszervatórium⁠(d) de Krisztián Sárneczky⁠(d). 
Obiectul prezintă o orbită caracterizată de o semiaxă mare de 3,1701934279748 UAi, o excentricitate de 0,091519867415771, o înclinație de 1,9812369111643 ° în raport cu ecliptica.